# Schranskerk
De Schranskerk is een kerkgebouw in de Nederlandse stad Leeuwarden in de provincie Friesland.

## Geschiedenis
Het gereformeerde kerkgebouw aan de Schrans in de wijk Huizum-West werd in 1910 gebouwd naar een ontwerp van architect Ytzen van der Veen. In hetzelfde jaar werd ook de Oosterkerk in gebruik genomen. De eerste steen van de zaalkerk werd gelegd door A.F. Idzerda. Aan de bovenzijde van het ingangsportaal een gevelsteen met de tekst 'Laat ons de onwankelbare belijdenis der hoop vasthouden (want Die het beloofd heeft, is getrouw). Hebr. 10:23.' Het werd gebouwd achter een herenhuis dat werd aangekocht en in gebruik werd genomen als pastorie.
In 1926 werd naar een ontwerp van architect Ane Nauta het kerkgebouw uitgebreid en een catechisatielokaal bijgebouwd. Er was plaats voor ongeveer 1000 kerkgangers. In 1955 werd in de Jan van Scorelstraat de Parkkerk gebouwd, de tweede gereformeerde kerk voor  wijkgemeente Huizum-West. In 1962 was er een onderhoudsbeurt en in 1980 werd het interieur gewijzigd. Zo werden de banken vervangen door stoelen.
In 1950 werd een eenklaviers Van Dam-orgel omgebouwd tot tweeklaviers instrument. Na storingen werd in 1978 besloten om het orgel door Bakker & Timmenga te laten verwijderen en te vervangen door een elektronisch orgel. In 1983 werd van de Maranathakerk in Hilversum een orgel van de Firma J. de Koff overgenomen en op de galerij tegenover de preekstoel geplaatst. Na sluiting van de kerk werd het orgel verkocht aan de Westerkerk in Gouda.
Tot vanaf de jaren 70 tot 1995 hield de Volle Evangelie gemeente van voorganger Tamme Teitsma op zaterdagen zijn samenkomsten in de Schranskerk. Deze gemeente nam in 1995 zijn intrek in de  Opstandingskerk.
In 1999 werd het kerkgebouw overbodig door het Samen op Weg-proces met de hervormden van de vlakbij gelegen Kapel Pniël. Op 31 december 2000 werd de laatste dienst gehouden in de Schranskerk. Het gebouw is sindsdien in handen geweest van verschillende investeerders. In 2004 huurde de evangelische gemeente De Deur het pand voor een half jaar.